# Îlot de la Tortue
Îlot de la Tortue är en ö i Antarktis. Den ligger i havet utanför Östantarktis. Frankrike gör anspråk på området.